# Light + Building

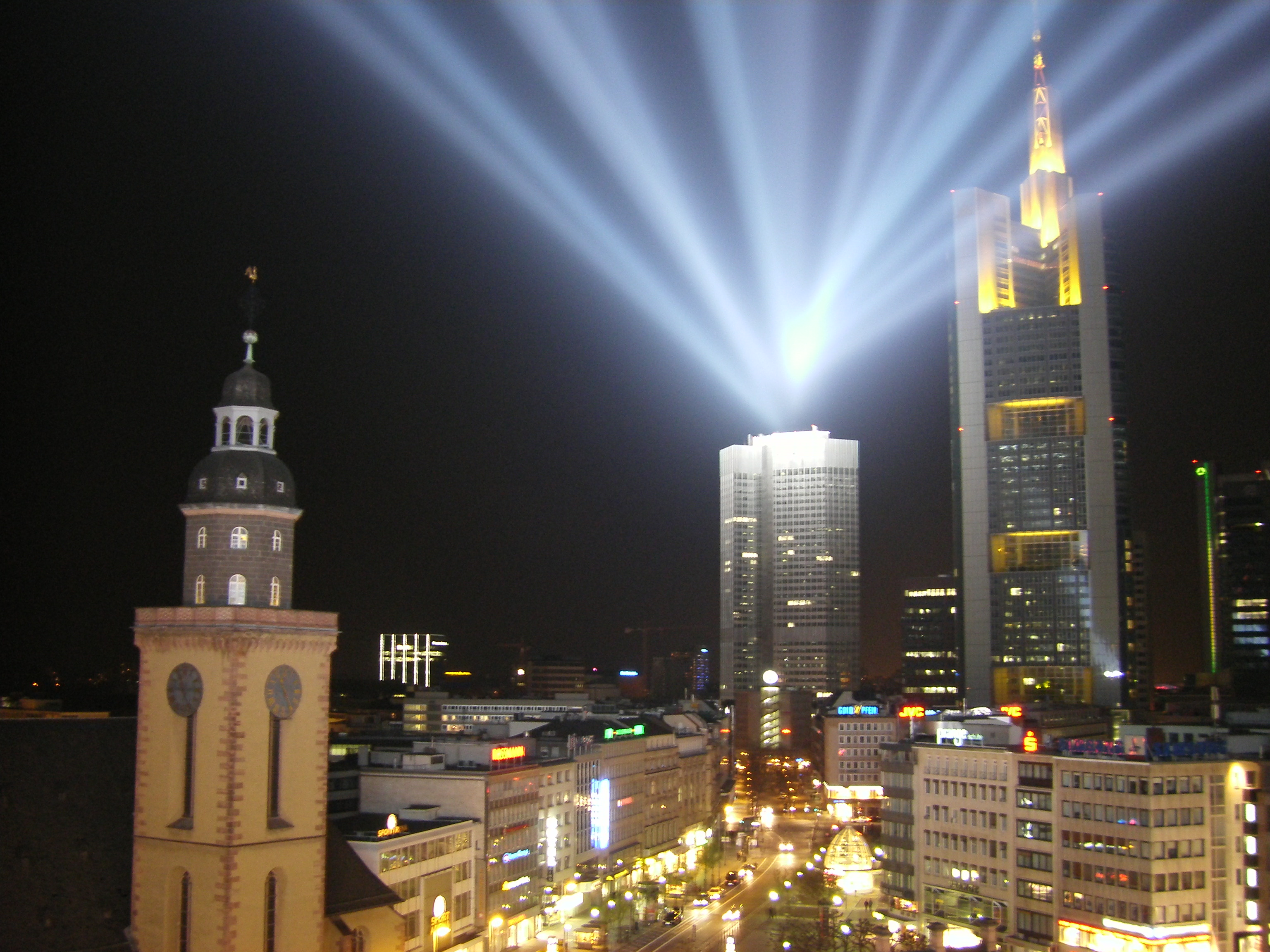
Ілюмінація світла в Франкфурті на Майні на виставці Light + Building

Light + Building — міжнародна виставка архітектурного дизайну, в основному зосереджена на таких напрямках як освітлення, електрообладнання та інженерні конструкції. Виставка проводиться у Франкфурті-на Майні, Німеччина.
Це найбільша виставка в індустрії освітлювальної техніки. У 2014, в ній взяли участь 2458 учасників і 211 500 відвідувачів, половина з яких була з-за кордону. Крім представників Німеччини, Італії, Нідерландів і Франції, в виставці також взяли участь представники Австрії, Китаю, Росії, Мексики, Туреччини, Південної Африки та інших країн.

## 2015
Виставка пройшла з 18 по 23 березня 2016 року. На виставці були присутні більше 55 компаній. Серед основних трендів виставки можна виділити:
- Активне використання світлодіодів, виготовлених за технологією OLED;
- Зростання рівня світлопередачі джерел світла. У 2013 році середній показник дорівнював CRI 80, в 2015 цей показник становить 95;
- Домінування стилів лофт і вінтажу.